# Mehmed Salih Efendi
Mehmed Salih Efendi (? - 25 d'abril de 1762, any 1175 del calendari musulmà) fou Xaikh al-Islam de l'Imperi Otomà.
No se sap on va néixer però era d'una família de notables. De jove va ser protegit pel Xaikh al-Islam Yenişehirli Abdullah Efendi (1718-1730) durant el regnat d'Ahmet III, i es va casar amb una filla del seu protector. Va progressar en la seva carrera i fou cadi d'Alep després de 1730, exercint després el mateix càrrec a Sham (1735) i a Medina (1740), i finalment a Istanbul fins al 8 d'agost de 1747, sent anomenat altre cop el setembre de 1750, recomanat pel Xaikh al-Islam Murtada Efendi. El 30 de maig de 1754 fou enviat com a kadi asker d'Anatòlia fins al 22 de maig de 1755 i el 12 de novembre de 1755 fou nomenat kadi asker de Rumèlia. El 26 de gener de 1758 fou nomenat Xaikh al-Islam en substitució de Damad-zade Fayd Allah Efendi i va oficiar el matrimoni de Saliha Sultan (filla d'Ahmet III) amb el gran visir Koca Mehmed Ragıp Paşa. Va exercir les funcions fins al 30 de juny de 1759. El seu fill Ahmed Esad Efendi fou també Xaikh al-Islam.